# Michael Cerularius
Michael I Cerularius hoặc Keroularios (tiếng Hy Lạp: Μιχαήλ Α Κηρουλάριος.; 1000 - 21 tháng 1 năm 1059) là Thượng phụ thành Constantinopolis giai đoạn 1043-1059. Ông là người được cho là đã có những bất đồng với Giáo hoàng Lêô IX về về tín lý, thần học và quyền bính trong Giáo hội. Bất đồng này dần trở thành mâu thuẫn dẫn đến cuộc Ly giáo Đông-Tây phân tách thành Giáo hội Công giáo Rôma và Chính Thống giáo Đông phương. 